# Fusuma

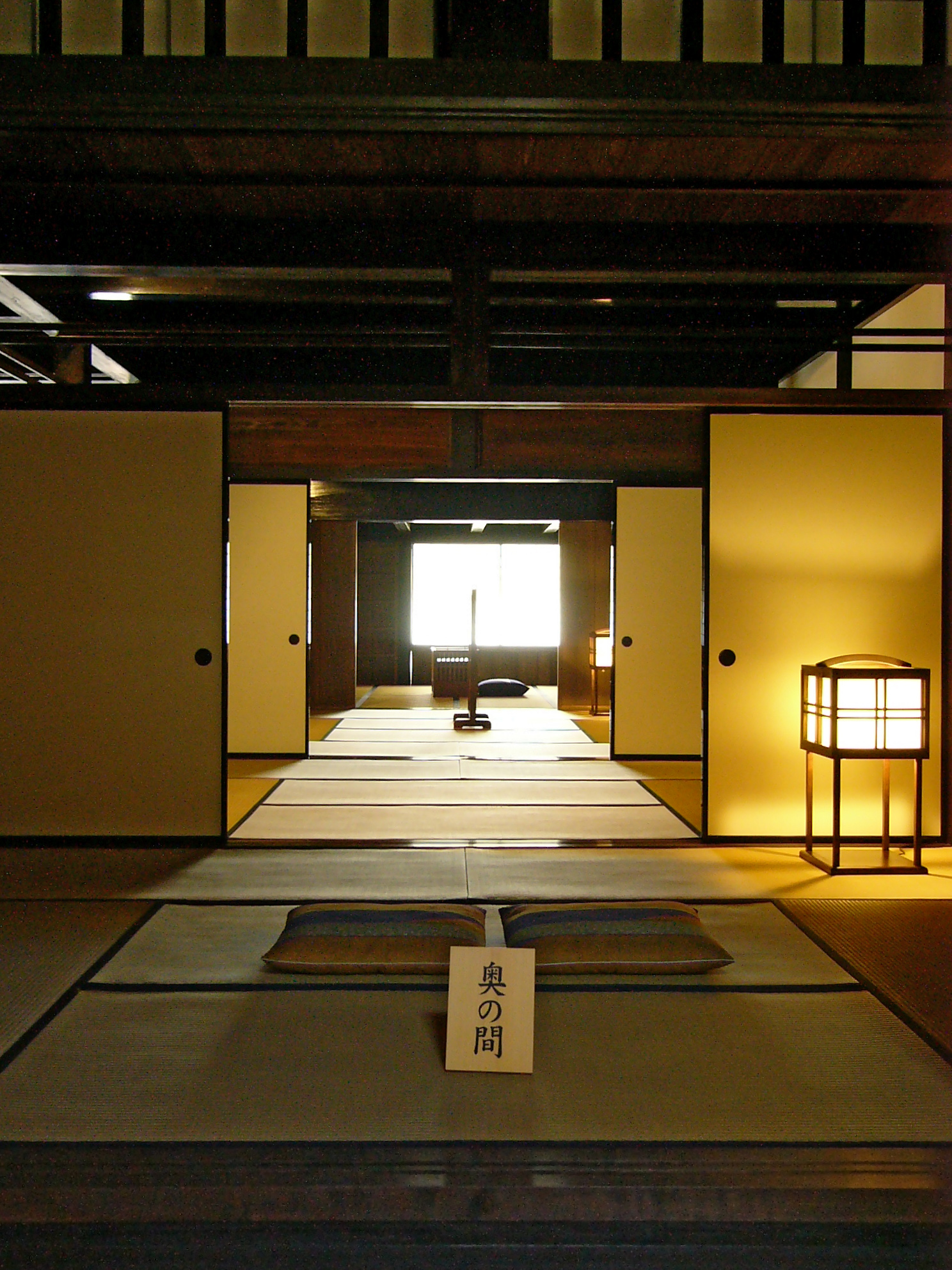
Fusuma

Fusuma (jap. 襖) sind Schiebeschirme oder Schiebetüren, die als Raumteiler in traditionellen japanischen Häusern dienen. Sie bestehen üblicherweise aus einem Holzrahmen, der mit Stoff oder Papier bespannt ist. Gebräuchlich sind auch die Begriffe Fusuma Shōji und Karakami Shōji oder kurz Karakami. Sie laufen über die gesamte Wandbreite, wobei sich dahinter sowohl ein anderer Raum als auch ein Schrank bzw. eine Abstellkammer befinden können, oder sie lassen noch Platz für eine Tokonoma.

## Etymologie
Während der Begriff Shōji aus China stammt, lässt sich das Wort Fusuma weder in Korea noch in China nachweisen und ist eine genuin japanische Bezeichnung. Die Grundidee war, die Schlafplätze im Kaiserpalast durch Schiebetüren zu separieren. Die Schlafstellen werden auch Fusuma-dokoro (衾所) genannt, wobei Fusuma ursprünglich Futon oder Bettzeug bedeutete.
Zudem gibt es die Annahme, dass die Kunyomi-Lesung Fusuma des Schriftzeichens 衾, Onyomi kin, von dem Begriff 臥す間 fusu ma ‚Raum zum Hinlegen‘ abgeleitet ist. Sicher ist jedenfalls, dass das Schriftzeichen 衾 der etymologische Ursprung von Fusuma ist.

## Konstruktion

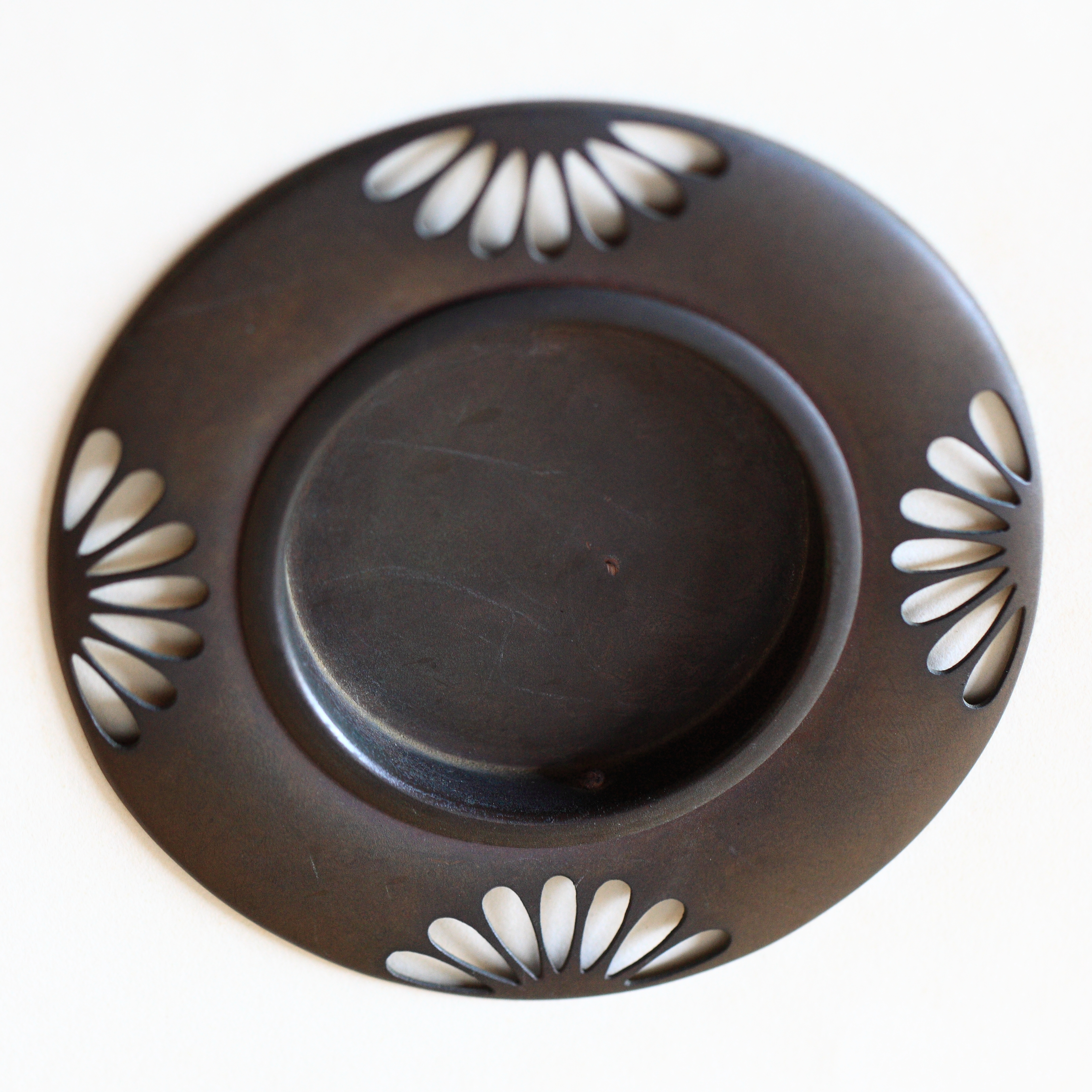
Ein hikite

In alten Häusern beträgt die Türhöhe nur 1,70 Meter. Nachdem Japaner durch veränderte Ernährung mittlerweile aber andere Körpergrößen erreichen, beträgt die Türhöhe in modernen Häusern 1,90 Meter. An den Wänden sind auf dem Boden und in Höhe der Türoberkante Holzleisten angebracht, auf denen die Türen gleiten. Traditionell werden diese Schienen gewachst, in modernen Häusern ist stattdessen ein Gleitstreifen aus PVC angebracht.
Die Türen selbst bestehen aus einem zwei bis drei Zentimeter dicken Holzrahmen, der mit einer Lage Pappe bespannt ist. Manche Türen sind auch nur mit dünnem, durchscheinenden Papier bespannt, so genannte Shōji. Nur an der Außenwand ist eine zweite Schiene angebracht, auf der schwere Holztüren vorgeschoben werden können, etwa bei Taifunen. Wegen der dünnen Wände sind alte japanische Häuser sehr hellhörig.
Öffnen lassen sich Fusuma mit einer Griffschale, dem hikite (引き手).

## Fusuma-Bemalung

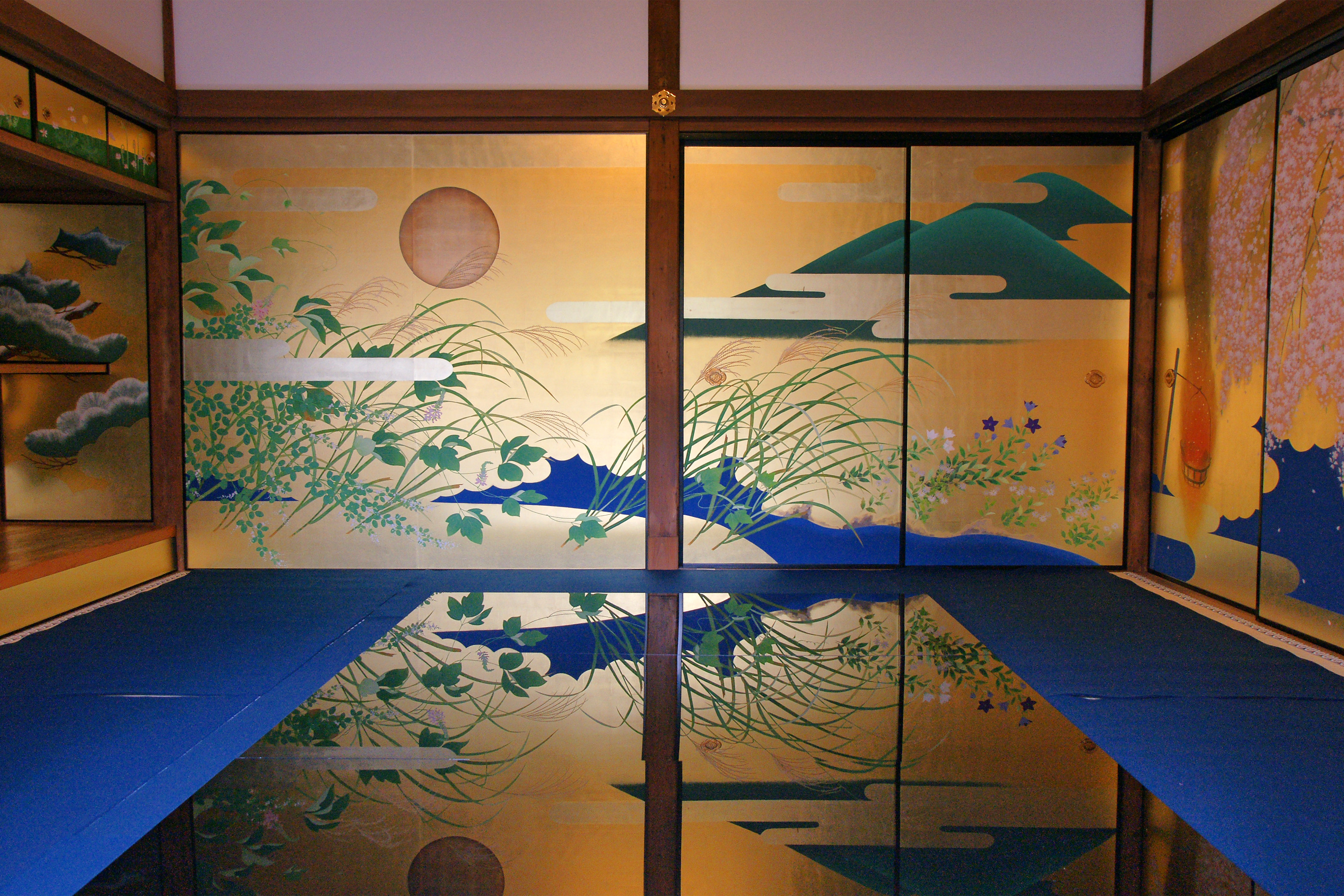
Entokuin, Zentempel in Kyōto

Ein charakteristisches Merkmal des Shoin-zukuri, eines Baustils für Wohnhäuser besonders in der Mitte der Muromachi-Zeit, ist die opulente Bemalung der Raumtrenner und der japanischen Wandschirme. In der Regel wurden solche Gemälde, Kimpekishō gahekiga (金碧障壁画), besonders unter Verwendung der Farben ultramarin, grün, weiß, dunkelrot und mit schwarzer Tusche auf eine Grundierung aus Blattgold aufgetragen. Kanō Eitoku gilt als Schöpfer dieser Maltechnik. Berühmte und vortreffliche Beispiele dieser Wandmalerei finden sich in der Burg Nijō und dem Nishi Hongan-ji in Kyōto.
Kanō Eitoku schuf diesen neuen Stil in der Malerei als Auftragsmaler für das Ashikaga-Shogunat (足利将軍家) durch einen Kompromiss aus den Techniken der chinesischen Malerei, Kara-e (漢画) und dem traditionellen japanischen Yamato-e der Heian-Zeit. Während in der Heian-Zeit die Wandmalerei in Adelshäusern und Tempeln thematisch von geschichtlichen Ereignissen und den Landschaften Chinas dominiert wurde, wählte Eitoku die vier Jahreszeiten, die Schönheit der Natur und Landschaften als Motiv und schuf so einen eigentümlichen und japanischen Malstil. Etwas später in der Azuchi-Momoyama-Zeit bedienten sich beispielsweise Oda Nobunaga in der Burg Azuchi und Toyotomi Hideyoshi im Palast Jurakudai (聚楽第) und der Burg Ōsaka solcher Fusuma und Wandbemalungen, um ihre Macht zur Schau zu stellen.